# A Child's Garden of Poetry
Pour plus de détails, voir Fiche technique et Distribution.
A Child's Garden of Poetry est un téléfilm américain d'Amy Schatz diffusé sur HBO le 28 avril 2011.

## Fiche technique
- Titre original : A Child's Garden of Poetry
- Réalisation : Amy Schatz
- Photographie : Alex Rappoport, Joel Shapiro, Scott Sinkler
- Montage : Tom Patterson
- Musique : Lesley Barber, Andrew Hollander
- Production : Beth Aala, Beth Levison, Amy Schatz
- Société(s) de production : HBO
- Société(s) de distribution : HBO
- Budget : 
  - 500 000 $ US[1]
- Pays d'origine : États-Unis
- Année : 2011
- Langue : anglais
- Format : couleur
- Genre : Animation
- Durée : 30 minutes
- Dates de sortie : 
  -  États-Unis : 28 avril 2011

## Doublage
- Claire Danes : Narratrice
- Carrie Fisher
- Josh Hamilton
- Philip Seymour Hoffman
- Ziggy Marley
- Dave Matthews
- Natalie Merchant
- Julianne Moore : Narratrice
- Liam Neeson
- Jeffrey Wright

## Distinctions

### Récompenses
- Primetime Emmy Awards 2011 :
  - Primetime Emmy Award du meilleur programme pour enfants
- Directors Guild of America 2012 :
  - Meilleur réalisateur de programme pour enfants pour Amy Schatz

### Nominations
- Television Critics Association Awards 2011 :
  - Meilleur programme pour enfants